# Polina, danser sa vie
Pour plus de détails, voir Fiche technique et Distribution.
Polina, danser sa vie est un film dramatique français réalisé par Valérie Müller et Angelin Preljocaj, sorti le 16 novembre 2016 en France. Il s'agit de l'adaptation de la BD Polina de Bastien Vivès.

## Synopsis
Russie, dans les années 1990. Portée depuis l'enfance par la rigueur et l'exigence du professeur Bojinski, Polina est une danseuse classique prometteuse. Alors qu'elle s'apprête à intégrer le prestigieux ballet du Bolchoï, elle assiste à un spectacle de danse contemporaine qui la bouleverse profondément. C'est un choc artistique qui fait vaciller tout ce en quoi elle croyait. Elle décide de tout quitter et rejoint Aix-en-Provence pour travailler avec la talentueuse chorégraphe Liria Elsaj et tenter de trouver sa propre voie.

## Fiche technique
- Titre : Polina, danser sa vie.

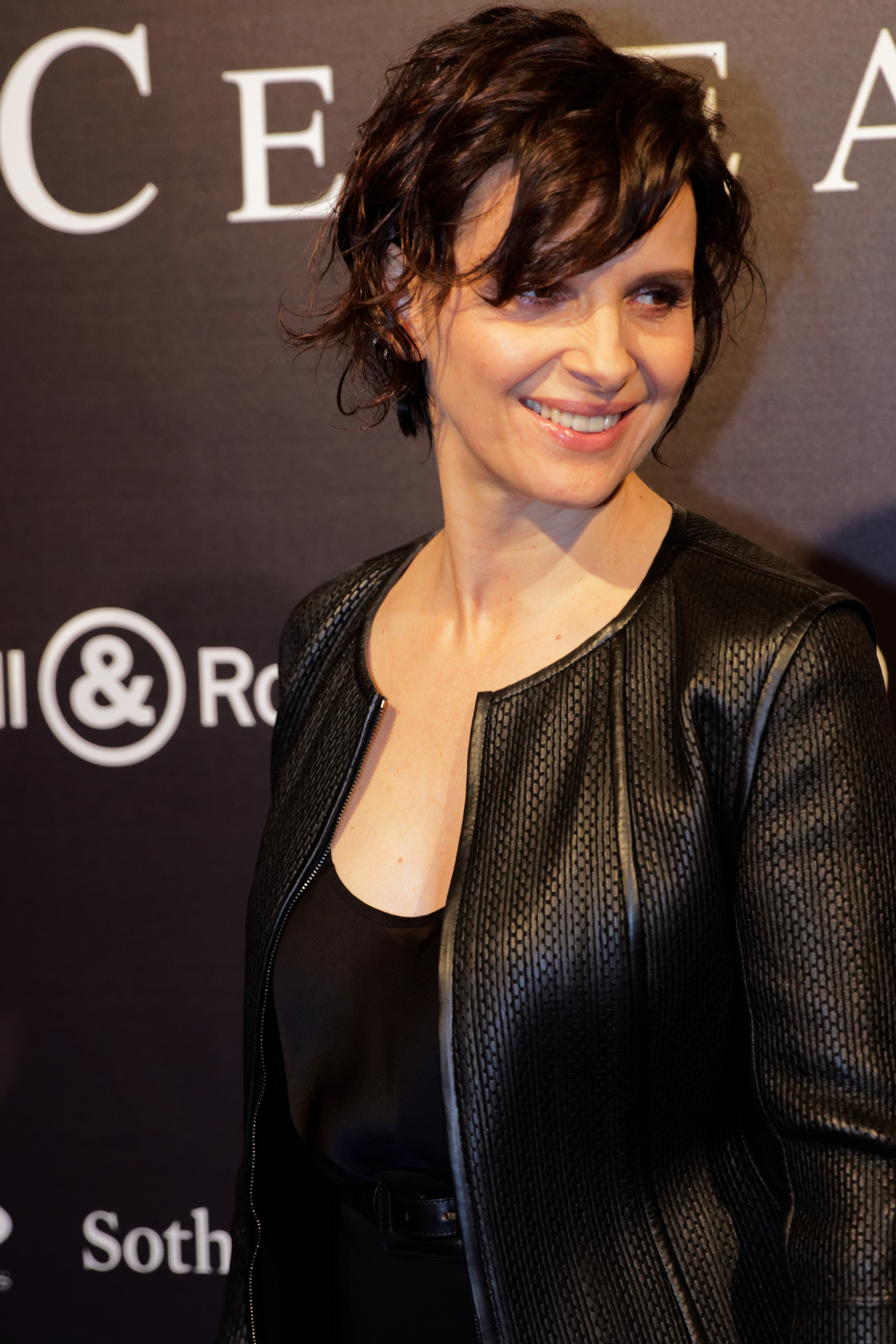
L'actrice française Juliette Binoche double l'un des personnages.

- Réalisation : Valérie Müller et Angelin Preljocaj.
- Scénario : Valérie Müller et Angelin Preljocaj, d'après Polina de Bastien Vivès.
- Musique : collectif 79D[1].
- Montage : Guillaume Saignol.
- Langue : français, russe.
- Décors : Toma Baquéni
- Costumes : Caroline Spieth.
- Producteur : Didier Creste et Gaëlle Bayssière.
- Société de production : Everybody on Deck et TF1, en association avec Indéfilms 4
- Distribution : UGC Distribution.
- Pays d'origine :  France.
- Durée : 112 minutes.
- Genre : drame.
- Dates de sortie :
  -  Italie : 3 septembre 2016
  -  France : 16 novembre 2016

## Distribution
- Anastasia Chevtsova : Polina
- Veronika Jovnitska : Polina à 8 ans
- Juliette Binoche : Liria Elsaj
- Alexeï Gouskov : Bojinski
- Jérémie Bélingard : Karl
- Niels Schneider : Adrien
- Miglen Mirtchev : Anton
- Ksenia Koutepova (ru)[2] : Natalia
- Marie Kovacs : la prostituée
- Sergio Díaz : Sergio
- Yana Maizel : L'assistante de Bojinski